# エレーナ・リアシェンコ
エレーナ・リアシェンコ（ウクライナ語: Олена Ляшенко、ラテン翻字：Olena Liashenko、1976年8月9日 - ）は、ウクライナ・キーウ出身の女性元フィギュアスケート選手（女子シングル）。現在はコーチ。

## 表記
国際スケート連盟でのラテン文字表記は Elena Liashenko が用いられている。またここでは日本語メディアで広く使われる名を用いているが、代表国ウクライナの公用語ウクライナ語の読みに従ったカナ表記ではオレーナ・リャシェンコが近い。

## 人物
4歳の頃よりスケートを始めた。大変息の長かった選手としてもよく知られ、1994年リレハンメルオリンピック・1998年長野オリンピック・2002年ソルトレイクシティオリンピック・2006年トリノオリンピックと、4大会連続で冬季オリンピックに出場。また世界フィギュアスケート選手権にも過去に11回出場した。
ウクライナ選手権では7度優勝。ほか欧州選手権では通算3度表彰台に上がり、2004年ブダペスト大会の2位が最高順位だった。趣味は読書と編み物。
ジャンプは決して得意な方ではなかったものの、雰囲気を作るのが非常に巧く、女性らしいロマンティックなプログラムを数多く披露した。

## エピソード
- 1998年長野オリンピック開催時は日本IBM社のコマーシャルに起用され、その美貌が大きな話題となる。このCMをきっかけに日本でも彼女のファンが多くなり、また彼女自身も日本が大好きな国であると語っていた。
- 彼女は日本で開催されたフィギュアスケートの国際大会で、数々の好成績を残している。オリンピックの最高成績は長野五輪の9位と、入賞にあと一歩だった。また、世界フィギュア選手権での最高成績は6位入賞を2度果たしているが、1994年の千葉大会と2002年の長野大会とでいずれも日本の開催時であった。さらにGPNHK杯には過去7回も出場し、3度（2位1回・3位2回）表彰台に登っている。
- 2003年のGP中国杯では、ショートプログラムは7位だったが、フリースケーティングで巻き返して1位となり、大逆転での優勝を果たした。
- 2005年の8月にウクライナの近代五種選手、アンドレイ・エフレメンコと結婚。ウクライナのフィギュアスケート選手であったガリーナ・エフレメンコ（旧姓マニアチェンコ）はアンドレイの兄弟で近代五種選手のミハイル・エフレメンコと結婚しており、義理の姉妹の関係にある。
- 現役選手として最後の出場大会となる2006年トリノ五輪でのプログラムは、ハナの瞳（ショートプログラム）、ウエストサイド・ストーリー（フリープログラム）だった。

## 主な戦績
| 大会/年            | 93-94 | 94-95 | 95-96 | 96-97 | 97-98 | 98-99 | 99-00 | 00-01 | 01-02 | 02-03 | 03-04 | 04-05 | 05-06 |
| ------------------ | ----- | ----- | ----- | ----- | ----- | ----- | ----- | ----- | ----- | ----- | ----- | ----- | ----- |
| 冬季オリンピック   | 19    |       |       |       | 9     |       |       |       | 14    |       |       |       | 17    |
| 世界選手権         | 6     | 9     | 12    |       | 7     | 8     | 10    | 8     | 6     | 7     | 11    | 10    |       |
| 欧州選手権         |       | 3     | 4     | 5     | 5     | 7     | 5     | 4     | 9     | 5     | 2     | 3     |       |
| ウクライナ選手権   | 4     | 2     | 1     | 2     | 2     | 1     | 1     | 1     | 2     | 1     |       | 1     | 1     |
| GPファイナル       |       |       |       |       |       | 6     | 5     |       |       | 5     | 4     |       |       |
| GP NHK杯           |       |       |       |       | 8     | 4     | 4     |       | 3     |       | 2     | 6     | 3     |
| GP中国杯           |       |       |       |       |       |       |       |       |       |       | 1     |       | 4     |
| GPスケートアメリカ |       |       | 7     |       |       |       |       |       |       | 3     |       | 6     |       |
| GPロシア杯         |       |       |       |       |       |       |       | 6     | 6     |       | 1     |       |       |
| GPネイションズ杯   |       |       |       | 6     | 3     |       | 2     | 4     |       | 6     |       |       |       |
| GPエリック杯       |       |       |       |       |       | 4     |       |       |       | 4     |       |       |       |
| GPスケートカナダ   |       |       | 8     | 9     |       | 1     |       |       |       |       |       |       |       |
| フィンランディア杯 |       |       |       |       |       |       | 2     | 2     |       |       |       |       |       |
| ネーベルホルン杯   |       |       |       |       | 1     |       | 1     |       |       |       |       |       |       |